# 颜氏家训
《顏氏家訓》由北齊顏之推所著，於隋初成書。全書七卷二十篇。
《顏氏家訓》全书七卷二十篇，即《序致》、《教子》、《兄弟》、《后娶》、《治家》、《风操》、《慕贤》、《勉学》、《文章》、《名实》、《涉务》、《省事》、《止足》、《诫兵》、《养生》、《归心》、《书证》、《音辞》、《杂艺》、《终制》，以傳統儒家思想為中心，也注重實學、工農商賈等技能，教育顏氏後輩關於修身、治家、處世、為學等學問，“又兼论字画音训，并考定典故，品弟文艺”。其中《歸心》篇宣傳佛教思想，《書證》、《音辭》兩篇討論古書訓詁音韻，《文章》篇討論文學，《誡兵》討論軍事。顏之推自称：“吾所以复为此者，非敢轨物範世也，业以整齐门内，提撕子孙。”
成书年代不明。《終制》提到“今雖混一”，说明是陈亡（589）以后的作品。据李百药《北齐书·文苑传》“隋开皇（581-600）中，太子召为学士，甚见礼重，寻以疾终”，颜之推可能病死于开皇末年。这样一来《颜氏家训》当为590年代的作品。
《顏氏家訓》裡面提到一個故事，齊朝有一士大夫，嘗謂吾曰：“我有一兒，年已十七，頗曉書疏，教其鮮卑語及彈琵琶，稍欲通解，以此伏事公卿，無不寵愛，亦要事也。”顏本人認為“異哉，此人之教子也！若由此業，自致卿相，亦不願汝曹為之。”顧炎武稱讚他說：“嗟夫，之推不得已而仕於亂世，猶為此言，彼閹然媚於世者，能無愧哉！”。王鉞曰：“北齊黃門顏之推《家訓》二十篇，篇篇藥石，言言龜鑑，凡為人子弟者，可置一冊，奉為明訓，不獨顏氏。”

## 版本
《颜氏家训》在宋代流传广泛，有多种版本。宋代最主要的《家训》版本为七卷本，包括宋天台郡故参知政事谢公家藏蜀本，由其子谢景思校过，是后来沈本的底本。
沈本，即宋淳熙七年台州公库本，为宋人沈揆以天台谢氏本为底本参校其他版本而成。宋代乃至明清其他本子大多是以此版本为祖本。上海图书馆藏有廉台田氏补修重印本，是元代翻刻的宋淳熙七年台州公库本。
另有闽本，亦称建本、福建坊刻本。也属于沈本系统。
明代《家训》版本全面转向两卷本。较早的由成化罗春本、明正德十三年颜氏后裔颜如瓌刻本、明嘉靖三年傅太平本等。
清代刊刻的版本因为经过清代学者考证、校订，善本很多，如乾隆五十四年卢文弨抱经堂丛书本、知不足斋丛书本、《增订汉魏丛书》本等。近现代《家训》的主要版本都来自于清本。

## 語言學
《顏氏家訓》有一段話成為研究中古漢語時南北音系的重要依據：「南染吴、越，北杂夷虏，皆有深弊，不可具论。其谬失轻微者，则南人以钱为涎，以石为射，以贱为羡，以是为舐；北人以庶为戍，以如为儒，以紫为姊，以洽为狎。」此段記載經常與明代陸容《菽園雜記》並列：
|                        | 今天下音韻之謬者，除閩、粵不足較已。如吳語黃王不辯，北人每笑之，殊不知北人音韻不正者尤多。 如京師人以步為布，以謝為卸，以鄭為正，以道為到，皆謬也。 河南人以河南為喝難，以妻弟為七帝。 北直隸、山東人以屋為烏，以陸為路，以閣為杲，無入聲韻；入聲內以緝為妻，以葉為夜，以甲為賈，無合口字。 山西人以同為屯，以聰為村，無東字韻。 江西、湖廣、四川人以情為秦，以性為信，無清字韻。 歙、睦、婺三郡人以蘭為郎，以心為星，無寒、侵二字韻。 又如去字，山西人為庫，山東人為趣，陝西人為氣，南京人為可去聲，湖廣人為處。 此外如山西人以坐為剉，以青為妻；陝西人以鹽為年，以咬為裊；台溫人以張敞為漿槍之類。 |
| ——明代陸容《菽園雜記》 | |

## 評價
曾國藩《曾國藩家訓‧同治四年閏五月十九日淸江浦》：顏黃門(之推)。《顏氏家訓》作於亂離之世，張文端英《聰訓齋語》作於承平之世，所以敎家者極精。爾兄弟各覓一冊，常常閱習則日進矣。

## 外部連結
- 《顏氏家訓》全文 （页面存档备份，存于） - 中國哲學書電子化計劃